# Весёлый (Мостовский район)
Весёлый — хутор в Мостовском районе Краснодарского края России.
Входит в состав Мостовского городского поселения.

## География
Улиц на хуторе два: ул. Потёмкина, ул. Речная.

## Население
| 2002 | 2010 |
| ---- | ---- |
| 229  | ↗231 |